# Ohthere de Hålogaland
No confundir con el rey de los suiones llamado Ohthere

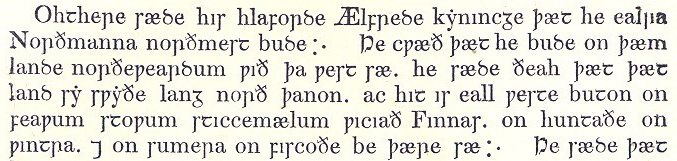
Líneas en anglosajón en la edición de 1900 de Thorpe: "Ohthere advised his lord Alfred king that he lived north-most of all the Northmen..." («Ohthere aconsejó a Su Señor Alfredo el Rey que vivió más allá del norte que todos los hombres nórdicos...»).

Ohthere de Hålogaland (en noruego, Ottar fra Hålogaland) fue un aventurero vikingo de Hålogaland, Noruega. Alrededor del año 890 habría viajado a Inglaterra en donde el rey Alfredo el Grande, monarca del reino de Wessex, escribió su relato.
Ohthere le dijo que él había vivido «más al norte de todos los nórdicos» y que «ningún [viviente] había ido al norte como él». En el relato situó su viaje hacia el norte por el mar Blanco, el sur de Dinamarca e Inglaterra, describiendo su ruta. Habló también de los finlandeses y de dos pueblos misteriosos llamados los "Cwenas" (kwänen) y los "Beormas" (bjamer). Mientras que la identidad y el territorio de los Cwenas es aún materia de discusión (algunos dicen que se trata de la tierra de Kvenland), Ohthere aseguró que los Beormas hablaban una lengua relacionada con el finlandés y que vivían en un área de la región del mar Blanco. Dicha región estaba marcada en el mapa adjunto a la obra como Bjarmaland y ha sido vista por muchos como una referencia al pueblo de la cultura Pérmica.
El relato de Ohthere es uno de los más antiguos escritos en donde se mencionan por primera vez las palabras «Noruega» y «Dinamarca».
Se cree que Ohthere vino de Troms, un condado septentrional de Noruega, probablemente al norte de Harstad y quizá de la isla de Senja, en donde hoy está Lenvik. También es posible que proviniese de más al norte, de las islas de Kvaløya y Karlsøy. Ohthere era un terrateniente bien posicionado y respetado, su fortuna se basaba esencialmente en la caza, y durante la visita al rey Alfredo tenía a su disposición todavía 600 zorras de caza sin vender. Sus posesiones eran 29 bueyes, 20 ovejas y 20 cerdos y algunos caballos para la labranza,  aunque los ingresos más importantes procedían en mayor parte de los tributos que le satisfacían los finlandeses: pieles de animales, plumas de aves, colmillos de morsa y cuerdas de barco elaboradas con piel de ballena y de foca. El más rico de sus vasallos debía proporcionarle anualmente 15 pieles de marta, 5 pieles de reno, 1 piel de oso, 10 cubos de plumas, 1 abrigo de piel de oso o de nutria y dos cuerdas de barco que debían tener cada una 60 varas de longitud, una confeccionada con piel de ballena y otra con piel de foca.